# Круглик (Запорізький район)
Кру́глик — село в Україні, Запорізькому районі Запорізької області. Входить до складу Петро-Михайлівської сільської громади.
Площа села — 24,7 га. Кількість дворів — 9, кількість населення на 01.01.2007 р. — 12 чол.

## Географія
Село Круглик знаходиться на лівому березі річки Дніпро, вище за течією на відстані 2,5 км розташоване село Грушівка, нижче за течією на відстані 1 км розташоване село Андріївка.
Село розташоване за 47 км від міста Вільнянськ, за 57 км від обласного центра.
Найближча залізнична станція — Вільнянськ — знаходиться за 47 км від села.

## Історія
С. Круглик виникло наприкінці 1920-х років, назву одержало через урочище.
В 1932-1933 селяни пережили сталінський геноцид.
З 24 серпня 1991 року село входить до складу незалежної України.
До 2017 року було у складі Петро-Михайлівської сільської ради.
День села відзначається 23 вересня.

## Пам'ятки
Неподалік — пам'ятка природи: затока Кругла з півостровом.